# دوغلاس فرانتز
دوغلاس فرانتز (بالإنجليزية: Douglas Frantz)‏ هو صحفي أمريكي، ولد في 29 سبتمبر 1949 في نورث مانشستر في الولايات المتحدة.